# Bliźnica
Bliźnica – najwyższy szczyt Świdowca w Beskidach Połonińskich na Zakarpaciu, o wysokości 1883 m n.p.m.
Szczyt leży w głównym paśmie Świdowca, od strony północnej znajduje się cyrk lodowcowy z kilkoma stawami. Większość szczytu zajmuje połonina, drzewa sięgają do wysokości około 1300 m n.p.m., powyżej występują małe obszary kosodrzewiny.
Na północ od Przełęczy pod Bliźnicą znajduje się ośrodek narciarski na polanie Drahobrat.